# Coqueificação retardada
Um coqueador retardado é um tipo de coqueador cujo processo consiste em aquecer uma alimentação de óleo residual até sua temperatura de craqueamento térmico em um forno com múltiplas passagens paralelas. Isso quebra as moléculas de hidrocarbonetos de cadeia longa e pesada do óleo residual em óleo de coque e coque de petróleo.
A coqueificação (ou coqueamento) retardada é um dos processos unitários usados em muitas refinarias de petróleo. Uma unidade de coqueamento retardado pode ter 4 tambores. No entanto, unidades maiores têm pares de tambores em tandem (pares atrelados), alguns com até 8 tambores, cada um dos quais pode ter diâmetros de até 10 metros e altura total de até 43 metros.
O rendimento de coque do processo de coqueamento retardado varia de cerca de 18 a 30 por cento em peso do óleo residual da matéria-prima, dependendo da composição da matéria-prima e das variáveis operacionais. Muitas refinarias em todo o mundo produzem de 2.000 a 3.000 toneladas por dia de coque de petróleo e algumas produzem ainda mais.

## Diagrama de fluxo esquemático e descrição
O diagrama de fluxo e a descrição nesta seção são baseados em uma unidade de coqueamento retardado com um único par de tambores de coque e um forno de matéria-prima. No entanto, como mencionado acima, unidades maiores podem ter até 4 pares de tambores (8 tambores no total), bem como um forno para cada par de tambores de coque.
O óleo residual da unidade de destilação a vácuo (às vezes incluindo óleos de alto ponto de ebulição de outras fontes dentro da refinaria) é bombeado para o fundo da coluna de destilação chamada fracionador principal. A partir daí, é bombeado, juntamente com algum vapor injetado, para o forno a combustível e aquecido até sua temperatura de craqueamento térmico de cerca de 480°C. O craqueamento térmico começa no tubo entre o forno e os primeiros tambores de coque e termina no tambor de coque que está em operação. O vapor injetado ajuda a minimizar a deposição de coque dentro dos tubos do forno.
Bombeando o óleo residual de entrada no fundo do fracionador principal, em vez de diretamente no forno, pré-aquece o óleo residual fazendo com que ele entre em contato com os vapores quentes no fundo do fracionador. Ao mesmo tempo, alguns dos vapores quentes se condensam em um líquido de alto ponto de ebulição que recicla de volta para o forno junto com o óleo residual quente.
À medida que o craqueamento ocorre no tambor, o gasóleo e os componentes mais leves são gerados na fase de vapor e separados do líquido e dos sólidos. O efluente do tambor é vapor, exceto por qualquer arrastamento de líquidos ou sólidos, e é direcionado para o fracionador principal onde é separado nas frações de ponto de ebulição desejadas.
O coque sólido é depositado e permanece no tambor de coque em uma estrutura porosa que permite o escoamento através dos poros. Dependendo do ciclo geral do tambor de coque usado, um tambor de coque pode levar de 16 a 24 horas para encher.
Depois, quando o primeiro tambor está cheio de coque solidificado, a mistura quente do forno é transferida para o segundo tambor. nquanto o segundo tambor está enchendo, o primeiro tambor cheio é vaporizado para reduzir o teor de hidrocarbonetos do coque de petróleo e, em seguida, resfriado com água para resfriá-lo. Os cabeçotes superior e inferior do tanque são removidos e o coque de petróleo sólido é então espirrado para fora do tambor de coque com um bocal de água de alta pressão, onde cai em um poço, almofada ou eclusa (canal de recuperação) para armazenamento.

## História
O coque de petróleo foi feito pela primeira vez na década de 1860 nas primeiras refinarias de petróleo na Pensilvânia, que fervia o óleo em pequenos alambiques de destilação de ferro para recuperar o querosene, um óleo de lâmpada muito necessário. Os alambiques eram aquecidos por fogueiras a lenha ou carvão embaixo deles, que superaqueciam e coqueavam o óleo perto do fundo. Depois que a destilação acabava, o alambique era resfriado e os trabalhadores podiam então desenterrar o coque e o alcatrão.
- Em 1913, William Merriam Burton, trabalhando como químico para a refinaria Standard Oil of Indiana em Whiting, Indiana, obteve uma patente para o processo de craqueamento térmico de Burton que ele havia desenvolvido. Mais tarde, ele se tornaria o presidente da Standard Oil of Indiana antes de se aposentar.
- Em 1929, com base no processo de craqueamento térmico de Burton, a Standard Oil of Indiana construiu o primeiro coqueador retardado. Exigiu um descoqueamento manual muito árduo.
- No final da década de 1930, a Shell Oil desenvolveu um processo de descoqueamento hidráulico, usando água de alta pressão em sua refinaria em Wood River, Illinois. Isso possibilitou, pelo fato de ter dois tambores de coque, que o descoqueamento retardado se tornasse um processo semi-contínuo.
- De 1955 em diante aumentou o uso de coqueamento retardado.
- Em 2002, havia 130 refinarias de petróleo em todo o mundo produzindo 172.000 toneladas por dia de coque de petróleo. Incluídos nesses dados mundiais, cerca de 59 unidades de coqueamento estavam operando nos Estados Unidos e produzindo 114.000 toneladas por dia de coque

## Usos do coque de petróleo
O coque produzido em um coqueador retardado tem muitos usos e aplicações comerciais. O maior uso é como combustível.
Os usos do coque verde são:
- Como combustível para aquecedores de ambiente, grandes geradores de vapor industriais, combustão em leito fluidizado, unidades de ciclo combinado de gaseificação integrada (IGCC) e estufas para secagem de cimento.
- Nas fundições de carbeto de silício
- Para a produção de coque de alto-forno
Os usos do coque calcinado são:
- Como ânodos na produção de alumínio
- Na produção de dióxido de titânio
- Como um redutor de carbono na fabricação de ferro fundido e aço
- Produção de eletrodos de grafite e outros produtos de grafite, como escovas de grafite usadas em equipamentos elétricos
- Em materiais estruturais de carbono

## Outros processos de produção de coque de petróleo
Existem outros processos de refino de petróleo para a produção de coque de petróleo, a saber, os processos Fluid Coking e Flexicoking, ambos desenvolvidos e licenciados pela ExxonMobil Research and Engineering. A primeira unidade comercial entrou em operação em 1955. Quarenta e três anos depois, a partir de 1998, havia 18 dessas unidades operando no mundo, sendo 6 nos Estados Unidos.
Existem outros processos de coqueificação semelhantes, mas não produzem coque de petróleo. Por exemplo, o Flash Coker Lurgi-VZK que produz coque pela pirólise da biomassa.